# Yılmaz Şen
Yılmaz Şen (* 1943 in Istanbul; † 14. Juli 1992) war ein türkischer Fußballspieler. Durch seine langjährige Tätigkeit für Fenerbahçe Istanbul wird er sehr mit diesem Verein assoziiert. Von Fan- und Vereinsseiten wird er als einer der bedeutenderen Spieler der Klubgeschichte aufgefasst. Mit 213 Erstligaeinsätzen für Fenerbahçe ist er der Spieler mit den zwölfthäufigsten Süper-Lig-Einsätzen der Vereinsgeschichte. Darüber hinaus übernahm er phasenweise auch die Aufgabe des Mannschaftskapitäns. Aufgrund seiner engen Manndeckung und sehr körperbetonten Spielweise wurde er zu Spielerzeiten als Jilet Yılmaz (dt. Yılmaz die Klinge). In den letzten Jahren seiner Karriere wurde er aber überwiegend als Çarli bezeichnet.

## Spielerkarriere
Şen begann mit dem Vereinsfußball in der Jugend vom Istanbuler Amateurverein Yaylaspor. Hier wurde er dann später in den Kader der 1. Mannschaft aufgenommen. Von hier aus wechselte er 1962 zum Erstligisten İstanbulspor. Im Sommer 1963 wurde er vom Cheftrainer Erdoğan Tokol in den Profikader aufgenommen und gab in der Partie vom 1. September 1963 gegen Kasımpaşa Istanbul sein Profidebüt. Bis zur Winterpause spielte er in fünf weiteren Erstligaspielen, ehe er sich zum Start der Rückrunde einen Stammplatz eroberte. Gegen Saisonende wurde er schließlich auch türkische U-21-Nationalspieler. Die nächsten beiden Spielzeiten etablierte er sich innerhalb der Mannschaft als Leistungsträger und schaffte es durch seine guten Leistungen auch in die Türkische A-Nationalmannschaft.
Durch seine guten Leistungen war er im Sommer einer der gefragtesten Spieler der Transferperiode. Şen entschied sich für einen Wechsel zu Fenerbahçe Istanbul. In seiner ersten Saison für diesen Verein schaffte er es auf Anhieb zum Stammspieler. Die erste Saison verpasste er mit seiner Mannschaft die türkische Meisterschaft, gewann aber den Balkanpokal und den Spor-Toto-Pokal. In der Spielzeit 1967/68 erreichte Şens Mannschaft die türkische Meisterschaft. Zudem wurde das Team in dieser Saison Türkische Pokalsieger und erreichte damit auch zum ersten Mal in seiner Vereinsgeschichte türkischer Double-Sieger zu werden. Şen absolvierte in dieser Saison nahezu alle Pflichtspiele seiner Mannschaft. Die nachfolgende Spielzeit misslang Fenerbahçe die Titelverteidigung. In dieser Spielzeit spielte Şen auch nicht durchgängig und kam auf 18 von möglichen 30 Ligaspielen. Dieser Umstand setzte sich in der nächsten Saison fort. Bis zur Winterpause absolvierte er lediglich acht Spiele. In der Partie gegen Samsunspor von 4. Januar 1970 brach er obendrein sich das Bein und fiel als Folge den Rest der Saison aus. Seine Mannschaft beendete die Saison aber wieder als Meister und holte auch den vorsaisonalen TSYD-Istanbul-Pokal. Die nächsten drei Spielzeiten etablierte sich zwar Şen über weite Strecken wieder als Stammspieler, jedoch blieb seine Mannschaft in der Meisterschaft chancenlos und musste mit ansehen wie der Erzrivale Galatasaray Istanbul mit drei Meisterschaften in Folge den damaligen türkischen Fußball dominierte. Als einzige Lichtblicke konnte in der Saison 1972/73 der Premierminister-Pokal und der Präsidenten-Pokalspieler gewonnen werden. Erst mit der Spielzeit 1973/74 fand seine Mannschaft wieder zu alter Stärke zurück. So wurde in dieser Saison mit der Meisterschaft und dem Pokal zum zweiten Mal in der Vereinsgeschichte das türkische Double geholt. Darüber hinaus konnte vor der Saison noch der TSYD-Istanbul-Pokal gewonnen werden. Şen war zusammen mit Alpaslan Eratlı einer der wichtigsten Abwehrspieler seines Teams. Er musste aber in einigen Spielen verletzungsbedingt bzw. gesperrt pausieren. In der nächsten Saison gelang die Titelverteidigung in der Meisterschaft. In der Saison 1975/76 verlor Şen, zum Großteil verletzungsbedingt, aber auch wegen einer Spielsperre, seinen Stammplatz und absolvierte über die Saison 14 von möglichen 30 Ligaspielen. Seine Mannschaft gewann zwar den vorsaisonalen TSYD-Istanbul-Pokal, jedoch wurde die zweite Titelverteidigung in Folge erneut verfehlt.
Im Sommer 1976 erklärte er das Ende seiner Karriere. Zu diesem Zweck organisierte er erst ein Abschiedsspiel, bei dem Fenerbahçe auf den Erzrivalen Beşiktaş Istanbul treffen sollte. Dieses Abschiedsspiel wurde wenige Tage vor dem geplanten Termin abgesagt, nachdem der Fenerbahçe-Vorstand es abgelehnt hatte, ihre Mannschaft gegen Beşiktaş spielen zu lassen. Stattdessen wurde für den 31. August 1976 provisorisch ein Abschiedsspiel gegen Bursaspor organisiert. Schließlich gab Şen mit dieser Begegnung seinen Abschied von der Fußballbühne.

### Nationalmannschaft
Während seiner Zeit bei İstanbulspor wurde Şen in den Kader der Türkische U-21-Nationalmannschaft nominiert und gab am 20. Mai 1964 gegen die  englische U-21-Nationalmannschaft sein U-21-Länderspieldebüt. Im gleichen Jahr spielte er zwei weitere Male für die U-21-Auswahl der Türkei, ehe er auch in den Fokus des Trainerstabs der türkischen Nationalmannschaft. So wurde er im Rahmen eines zum angesetzten 27. September 1964 Testspiels gegen die polnische Nationalmannschaft vom damaligen Nationaltrainer Cihat Arman das erste Mal in den Kader der türkischen Nationalmannschaft. In dieser Partie kam Şen von Spielbeginn an zum Einsatz und gab so sein A-Länderspieldebüt. Fortan gehörte er, verletzungsbedingte Ausfälle ausgeschlossen, bis ins Jahr 1969 zu den regelmäßig nominierten Spielern. Trotz seiner A-Länderspiele wurde er bis zum Sommer 1968 immer wieder auch für U-21-Nationalmannschaft berücksichtigt, obwohl er in einigen Spielen bereits über 21 Jahre alt war.
Er nahm mit der A-Nationalmannschaft am ECO-Cup 1967 und ECO-Cup 1969 teil. Beide Male konnte Şen mit seiner Mannschaft diesen Pokal gewinnen.
Sein letztes Länderspiel absolvierte er am 16. November 1969 gegen die Nationalmannschaft der UdSSR. Insgesamt spielte er 18-mal für die Türkische A-Nationalmannschaft und zehnmal für die U-21-Nationalmannschaft.

## Tod
Şen verstarb am 14. Juli 1992 unter unbekannten Umständen.

## Erfolge
Mit Fenerbahçe Istanbul
- Türkische Meister: 1967/68, 1969/70, 1973/74, 1974/75
- Türkischer Pokalsieger: 1967/68, 1973/74
- Präsidenten-Pokalspieler: 1972/73
- Premierminister-Pokalsieger: 1972/73
- Spor-Toto-Pokal-Sieger: 1967/68
- TSYD-Istanbul-Pokalsieger: 1969/70, 1973/74, 1975/76
- Balkanpokalsieger: 1967/68

Mit der türkischen Nationalmannschaft
- ECO-Cup-Sieger: 1967, 1969